# إرنست فرديناند كلاين
إرنست فرديناند كلاين (بالألمانية: Ernst Ferdinand Klein) هو محامي ألماني، ولد في 3 سبتمبر 1744 في فروتسواف في بولندا، وتوفي في 18 مارس 1810 في برلين في ألمانيا.